# Карл Гестер
Карл Гестер  (англ. Carl Hester, 29 червня 1967) — британський вершник, олімпійський чемпіон.

## Виступи на Олімпіадах
| Олімпіада      | Дисципліна        | Місце |
| -------------- | ----------------- | ----- |
| Барселона 1992 | виїздка, особисті | 16    |
| Барселона 1992 | виїздка, командні | 7     |
| Сідней 2000    | виїздка, особисті | 31    |
| Сідней 2000    | виїздка, командні | 8     |
| Афіни 2004     | виїздка, особисті | 13    |
| Афіни 2004     | виїздка, командні | 7     |
| Лондон 2012    | виїздка, особисті | 5     |
| Лондон 2012    | виїздка, командні | 1     |
| Ріо 2016       | виїздка, командні | 2     |

## Зовнішні посилання
- Досьє на sport.references.com [Архівовано 9 листопада 2012 у Wayback Machine.]

1. ↑  http://www.bbc.co.uk/sport/0/olympics/17854414
2. ↑  http://www.bbc.co.uk/sport/olympics/2012/medals/athletes/cb4cbd09-0be6-4d12-bb83-0ae4046f3021/sports/canoe-sprint/events/mens-kayak-four-k4-1000m?page=4